# ネフタリ・ソト
ネフタリ・O・ソト（Neftalí O. Soto、1989年2月28日 - ）は、プエルトリコ・マナティ出身のプロ野球選手（内野手、外野手）。右投右打。千葉ロッテマリーンズ所属。

## 経歴

### プロ入りとレッズ時代
2007年のMLBドラフト3巡目（全体109位）でシンシナティ・レッズから指名され、プロ入り。契約後、傘下のルーキー級ガルフ・コーストリーグ・レッズでプロデビュー。40試合に出場して打率.303・2本塁打・28打点・2盗塁の成績を残した。
2008年、パイオニアリーグのルーキー級ビリングス・マスタングスとA級デイトン・ドラゴンズにてプレー。2球団合計で67試合に出場し、打率.340・11本塁打・47打点・2盗塁の成績を残した。
2009年、A+級サラソタ・レッズにてプレー。131試合に出場し、打率.248・11本塁打・57打点・1盗塁の成績を残した。
2010年、A+級リンチバーグ・ヒルキャッツにてプレー。134試合に出場し、打率.268・21本塁打・73打点の成績を残した。
2011年、AA級カロライナ・マドキャッツとAAA級ルイビル・バッツにてプレー。2球団合計で106試合に出場し、打率.278・31本塁打・80打点・1盗塁の成績を残した。11月18日には40人枠入りした。
2012年、AAA級ルイビルにてプレー。122試合に出場し、打率.245・14本塁打・59打点・2盗塁の成績を残した。
2013年、開幕からAAA級ルイビルにてプレー。5月18日、メジャーへ初昇格。同日のフィラデルフィア・フィリーズ戦にてメジャーデビュー。同年メジャーでは13試合に出場するも、13打席無安打だった。
2014年、21試合に出場して打率.100・1打点の成績を残した。オフの10月28日、40人枠を外れるかたちでAAA級ルイビルへ配属。その後、11月3日にFAとなり、12月8日にマイナーとして再契約した。

### ホワイトソックス傘下時代
2015年3月23日、金銭トレードにてシカゴ・ホワイトソックスへ移籍。同年は傘下のAAA級シャーロット・ナイツでプレーし、53試合に出場して打率.246・2本塁打・24打点の成績を残した。オフの11月6日にFAとなった。

### ナショナルズ傘下時代
2016年2月8日、ワシントン・ナショナルズとマイナー契約を結んだ。同年は傘下のAA級ハリスバーグ・セネターズとAAA級シラキュース・チーフスにてプレー。2球団合計で122試合に出場し、打率.274・10本塁打・62打点・2盗塁の成績を残した。
2017年、前年と同じくAA級ハリスバーグとAAA級シラキュースにてプレー。2球団合計で135試合に出場し、打率.311・24本塁打・82打点の成績を残した。シーズン終了後の11月6日にFAとなった。契約期間中だった10月31日から11月1日には、日本国内で横浜DeNAベイスターズの入団テストに参加した。

### DeNA時代

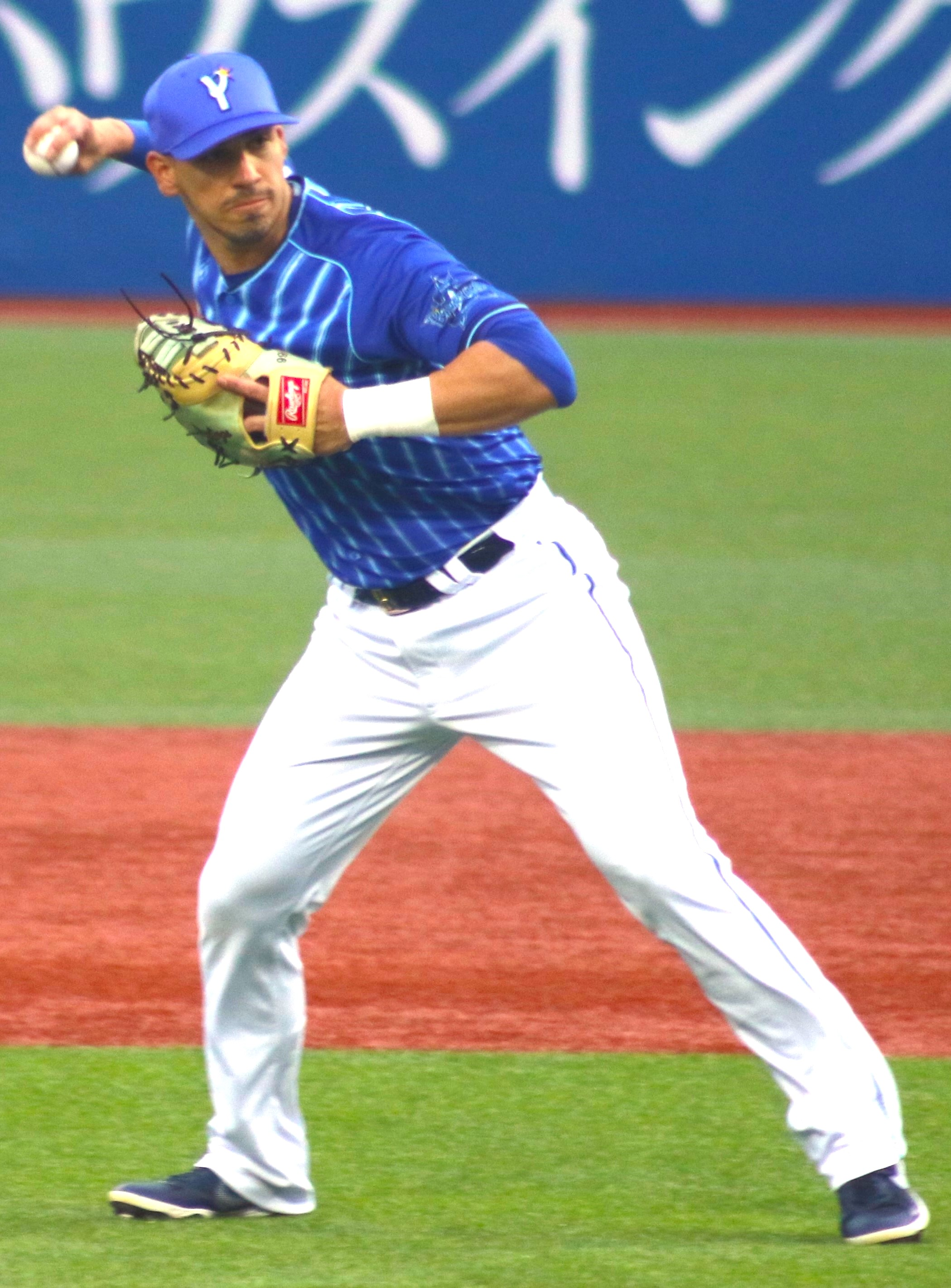
横浜DeNAベイスターズ時代
（2022年8月12日 明治神宮野球場）

2017年11月10日、横浜DeNAベイスターズへの入団が発表された。前述した入団テストの結果を受けた1年契約で、背番号は99。登録名はソトを使用。
DeNAでは、同年に在籍した6人の外国人選手のうち、日本シリーズ進出に貢献したホセ・ロペスと3名の投手（ジョー・ウィーランド、スペンサー・パットン、エドウィン・エスコバー）が揃って残留。11月10日には、ソトに加え、富山GRNサンダーバーズ（ベースボール・チャレンジ・リーグ）からエディソン・バリオスの獲得も発表した。このため、一軍公式戦にて同時に登録できる選手数が4名に限られる外国人枠を、上記の5選手と争った。

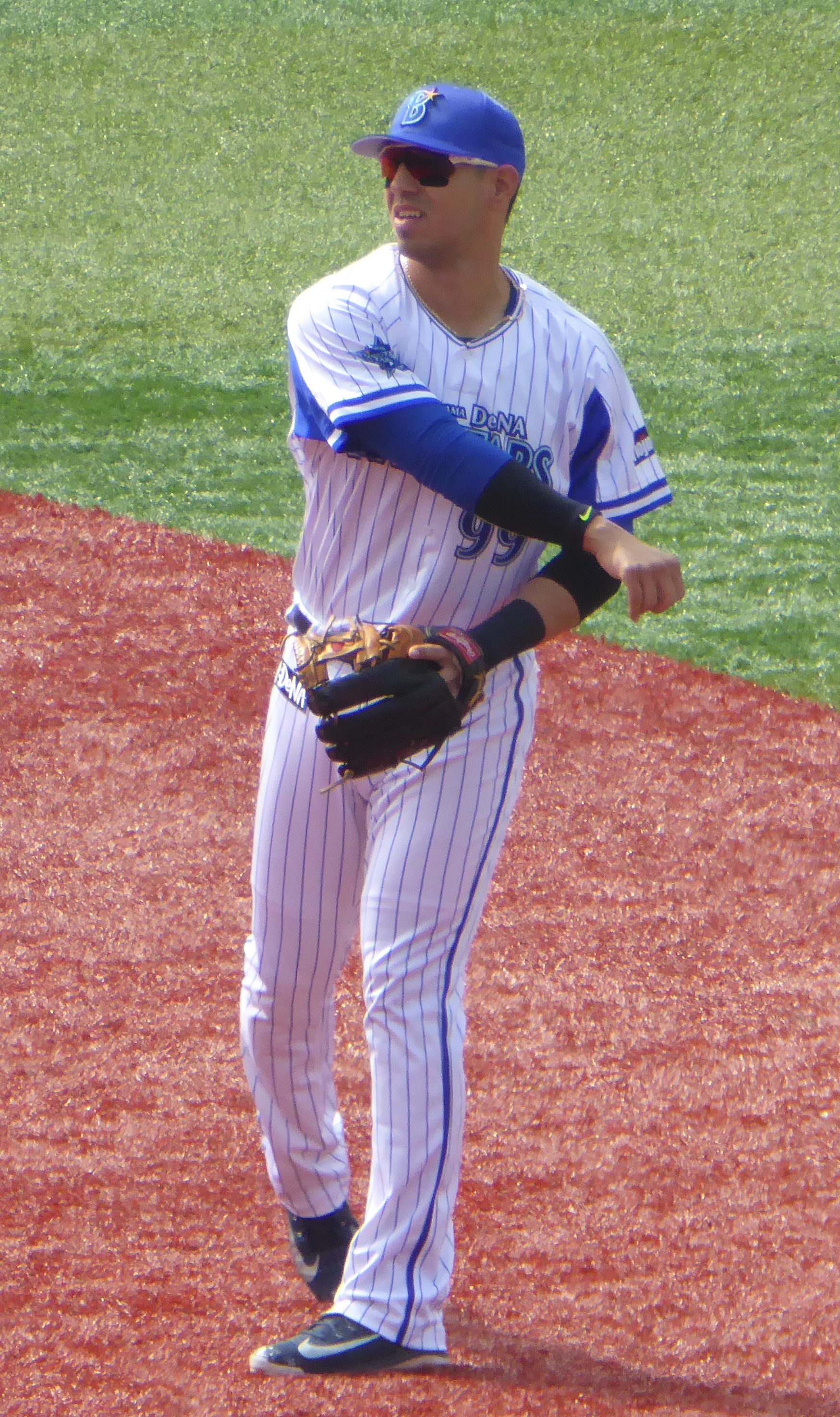
2018年9月16日 横浜スタジアムにて

2018年は、春季キャンプから本職の内野に加えて外野の守備を練習。キャンプ終了後、一軍監督のアレックス・ラミレスから「野手MVP」に選手された。オープン戦では打棒も発揮し、一軍の開幕登録メンバーへ名を連ねる。しかし、東京ヤクルトスワローズとの開幕戦（3月30日）の試合前練習にて右脹脛の違和感を訴え、同試合への出場を見送った末に翌3月31日付で出場選手登録を抹消された。抹消後は、外野手としてイースタン・リーグ公式戦6試合に出場すると、打率.450、3本塁打を記録。一軍打線の不振もあり、5月6日付でウィーランドに代わって再登録された。同日の対読売ジャイアンツ戦（横浜スタジアム）にて「2番・右翼手」のスタメンとして一軍公式戦初出場を果たした。同試合では、1回裏無死一塁で迎えた初打席で野上亮磨からの適時二塁打によって初安打・初打点を記録。3回裏の第2打席では、野上から来日初本塁打を放つ。さらに、5月13日の対ヤクルト戦（横浜）まで、4試合連続で複数安打を記録した。DeNAの外国人選手が、一軍公式戦のデビューから4試合連続で複数安打を記録した事例は、1988年（横浜大洋ホエールズ時代）に達成したジェームス・パチョレック以来30年ぶりである。その後のセ・パ交流戦では、戦線離脱したロペスに代わり、クリーンアップの一角に抜擢されたが、序盤7試合は24打席連続ノーヒットに陥った。6月7日、対埼玉西武ライオンズ戦（横浜）では一軍公式戦初の3番打者に起用され、7回裏の第4打席で満塁本塁打を放った。7月22日の対阪神タイガース戦（横浜）以降は、マイナーリーグ時代にもあまり経験のない二塁手でのスタメン起用が増加。9月・10月には、3度のマルチ本塁打を含む14本塁打を記録するなど打撃が好調で、セントラル・リーグの月間MVPを受賞。9月には、翌2019年からの2年契約で球団と合意した。最終的に一軍公式戦全体では107試合の出場で、規定打席に到達し、打率.310、95打点という好成績を残した。本塁打は、7月4日時点でリーグトップである筒香（当時19本）との差が12本あったが、8月以降21本を量産し、通算41本塁打でリーグ本塁打王のタイトルを獲得。セ・リーグ公式戦において、4月終了時点の本塁打数が0だった選手や、シーズン中の本塁打数がリーグトップから12本差付いていた選手が、本塁打王を獲得した事例はいずれも初となった。また、内野手登録にもかかわらず出場試合の大半（76試合）で外野を守ったことから、セ・リーグ外野手部門にてベストナインに選出された。
2019年は、前年出場できなかったレギュラーシーズン開幕戦に先発出場した。4月28日の対巨人戦（東京ドーム）にてNPB一軍公式戦通算50本塁打を記録。達成に要した出場試合数は130試合。右打者としてはNPB最速、左打者を含めてもラルフ・ブライアントの110試合に次ぐスピード記録であった。9月10日から横浜で催された同カード3連戦では、11日の第2戦で来日後初となる1試合3本塁打を記録。続く12日の第3戦第1打席でソロ本塁打を放ち、シーズンの本塁打数が40本に到達。DeNAの選手が入団1年目から2年連続シーズン40本塁打を記録した事例は、2003年・2004年（横浜ベイスターズ時代）に達成したタイロン・ウッズ以来2人目となった。レギュラーシーズンは、一軍公式戦141試合に出場。打率は.269と前年を下回ったものの、チーム2年ぶりのクライマックスシリーズ進出へ大きく貢献。通算43本塁打で2年連続の本塁打王、108打点で初となる打点王のタイトルを獲得した。また、ロペスは31本塁打を記録し、DeNAおよび前身球団では初となる2人の外国人選手による2年連続シーズン30本塁打となった。さらに、巨人戦だけで13本塁打を放っており、セ・リーグ同カードにおけるシーズン最多本塁打のチーム個人記録を更新。前年同様に出場試合の大半（98試合）で右翼手を担ったことから、2年連続でセ・リーグ外野手部門のベストナインに選出。同年で2年契約の1年目を満了し、シーズン終了後の11月18日には、翌2020年の契約合意が球団から発表された。
2020年は、レギュラーシーズン開幕戦に2番打者として出場したが、開幕翌月の7月は月間打率.219と不振に陥る。同19日の対巨人戦（横浜）3回裏の第2打席では、いったん「本塁打」判定された左翼ポール際への打球が巨人側からのリクエストによってファウルに覆ったが、カウント1-1から再開された打席で左翼席にシーズン7号本塁打を放った。8月から調子を上げ、9月4日の対広島戦（マツダ）にて3年連続となるシーズン2桁本塁打を記録。9月19日の対巨人戦（横浜）3回裏の第2打席で、NPB一軍公式戦通算100本塁打を達成した。達成までに要した試合数は321試合、DeNAおよび前身球団の選手では史上最速、他球団選手を含めても史上6番目に速いペースだった。10月10日の対阪神戦（甲子園）では、2打席連続で本塁打を放ったほか、1本目の本塁打で3年連続となるシーズン20本塁打を達成した。これは球団の外国人選手では、ジョン・シピン、カルロス・ポンセに次いで3人目となる。同年は新型コロナウイルス感染拡大の影響でレギュラーシーズンの試合数が例年の143試合から120試合に減少しており、3年連続の40本塁打には及ばなかったが、チームトップの25本塁打を記録した。守備面では、タイラー・オースティン外野手の新入団やロペスの不振などで、前年までとは一転して内野を守る機会が増加。66試合で一塁、58試合で二塁の守備に就き、外野手としての起用は20試合にとどまった。シーズン終了後の12月2日、球団を通し翌2021年からの新たなる3年契約締結が発表された。
2021年は、新型コロナウイルス感染対策による入国制限の影響で来日が遅れ、開幕から2週間が経過した4月13日にタイラー・オースティンとともに一軍に昇格。春季キャンプへ合流できなかったこともあり、4月の月間打率は.184と苦しむ。5月からは復調し、前半戦を打率.262、15本塁打、40打点で折り返した。後半戦は再び打撃不振に陥り、打率の急降下にともなって試合中盤での途中交代が増加した。最終的に123試合に出場し、打率.234、21本塁打、62打点といずれも来日後ワーストの成績に終わった。守備面では、ロペスの退団により一塁手に専念、失策数は4つとこちらは来日以降最少数を記録。
2022年は、オープン戦で右手首の張りを訴え開幕は出遅れるが、4月12日に一軍に復帰する。新型コロナウィルスで離脱した牧秀悟に代わり4番を任され、好調な打撃を見せると、4月16日のヤクルト戦（横浜）では2試合連続となる本塁打を放ち、チームの本拠地初勝利に貢献した。4月20日の対阪神戦（横浜）では両者無得点で迎えた延長10回無死無走者の打席で浜地真澄から自身3本目のサヨナラ本塁打を放った。5月18日の中日戦（バンテリンドーム）にて、球団の外国人選手では史上6人目となるNPB通算500安打を達成。4月までは好調だった打率は5月に入り2割前半と不調に陥り、2か月近く本塁打も出ていなかった。休日返上で練習に取り組み、6月21日の巨人戦（東京ドーム）で5号本塁打を放つと徐々に復調していった。しかし7月21日、発熱の症状から新型コロナウィルス陽性と判定され離脱。8月9日に一軍復帰すると、同月12日のヤクルト戦（神宮）で10号の勝ち越し2点本塁打を放ち、5年連続の2桁本塁打を記録した。同年は試合後半の途中交代が増えたほか、細かな離脱もあり、来日5年目で初めて規定打席に到達せず、本塁打は17本にとどまったが、OPSは3年ぶりに.800を上回った。
2023年は、第5回ワールド・ベースボール・クラシック（WBC）のプエルトリコ代表に選出され、一塁手としてプレーした。シーズンでは開幕から打撃不振に苦しみ、スタメン落ちや二軍降格も経験。最終的に109試合の出場にとどまり、打率.234、14本塁打、長打率.415、OPS.731といずれも来日後ワーストの成績に終わった。シーズン終了後、自身のInstagramにて、交流戦中に負っていた左足の骨折を明かし、左足蹠側板の修復手術を受けることとなった。同年は3年契約の最終年であり、11月30日に自由契約となった。

### ロッテ時代
2023年12月14日、千葉ロッテマリーンズが獲得を発表した。背番号はDeNA時代と同じく99。推定年俸は1億5000万円。
2024年は、前年に手術した足のけがの影響で春季キャンプは不参加となったが、オープン戦期間中の3月13日に一軍に合流し、入団会見を行った。開幕2戦目である3月30日の北海道日本ハムファイターズ戦（ZOZOマリン）にて、「3番・一塁手」で先発出場すると3打点を挙げる活躍をし、チームのシーズン初勝利に貢献。4月3日の福岡ソフトバンクホークス戦（PayPayドーム）では、1点を追う6回に東浜巨からチーム第1号となる同点ソロ本塁打を放った。シーズン通算では打率.269、21本塁打、88打点を記録。10月23日に契約延長に合意した。推定年俸は3億円となった。

## 選手としての特徴

### 打撃

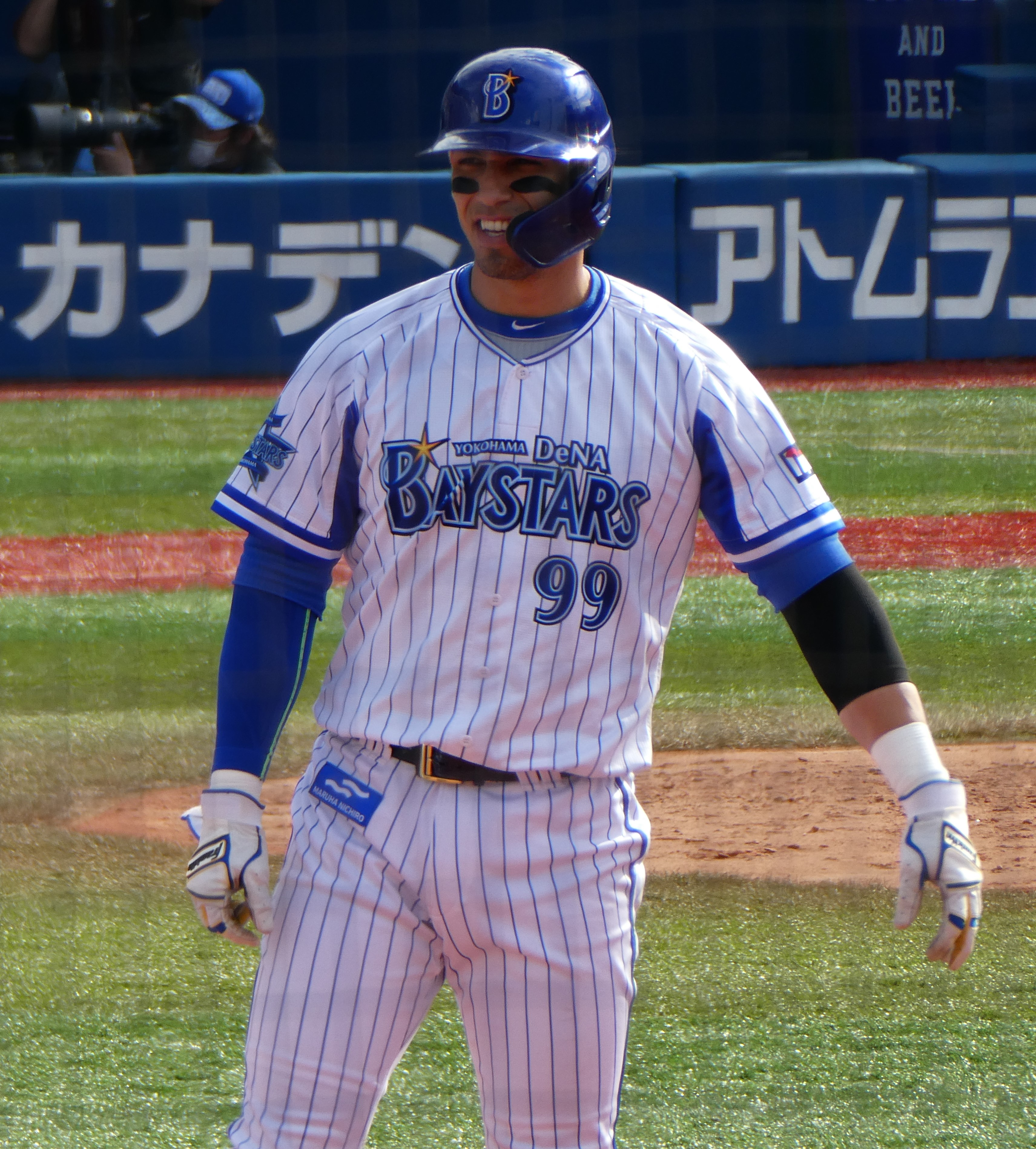
2021年6月6日 横浜スタジアムにて

右後ろに構えたバットを上下に揺らすコンパクトなフォームから広角に強打を打つスラッガー。初球から積極的に打ちに行くスタイルで、持ち前のパワーを生かし長打を量産する。DeNA入団1年目の2018年には、セ・リーグ公式戦143試合中107試合の出場ながら、本塁打41本と長打率.644でリーグ1位を記録。シーズン中にマルチ本塁打を8度記録するなど固め打ちが得意である。

### 守備
入団から2020年までは二塁手や外野手として守備に就いたが、2021年以降は一塁手として起用されている。DELTA算出のUZRでは、2022年において500イニング以上出場した一塁手としては両リーグトップの7.3を記録した。

## 人物
プエルトリコ代表時代のチームメイトで、2012年から4年間ヤクルトに在籍したオーランド・ロマンから来日前に日本の情報を入手するなど、研究熱心な一面を持つ。
2019年（DeNA2年目）、春季キャンプへの参加で来日直前（1月中旬）に、自身と同じプエルトリコ出身の女性と結婚。結婚式を挙げた直後には、自身のInstagramにてウェディングドレスに身をまとった妻とのキスシーンの画像を公開した。
2019年に千葉ロッテマリーンズ在籍だったケニス・バルガスとは、遠縁の間柄に当たる（ソトの弟の妻がバルガスの妻の妹）。バルガスはソトと同時期にロッテへ入団したが、NPBでは成績が振るわず1シーズン限りで退団。2024年には奇しくもソトがロッテに入団することとなる。
ロッテ移籍後の2024年から使用される応援歌は、独特な曲調（原曲はJagwar Twin『Happy Face』）から「ネフタリ教」と呼ばれている。

## 詳細情報

### 年度別打撃成績
| 年 度    | 球 団    | 試 合 | 打 席 | 打 数 | 得 点 | 安 打 | 二 塁 打 | 三 塁 打 | 本 塁 打 | 塁 打 | 打 点 | 盗 塁 | 盗 塁 死 | 犠 打 | 犠 飛 | 四 球 | 敬 遠 | 死 球 | 三 振 | 併 殺 打 | 打 率 | 出 塁 率 | 長 打 率 | O P S |
| -------- | -------- | ----- | ----- | ----- | ----- | ----- | -------- | -------- | -------- | ----- | ----- | ----- | -------- | ----- | ----- | ----- | ----- | ----- | ----- | -------- | ----- | -------- | -------- | ----- |
| 2013     | CIN      | 13    | 13    | 12    | 0     | 0     | 0        | 0        | 0        | 0     | 0     | 0     | 0        | 0     | 0     | 0     | 0     | 1     | 6     | 1        | .000  | .077     | .000     | .077  |
| 2014     | CIN      | 21    | 31    | 30    | 1     | 3     | 1        | 0        | 0        | 4     | 1     | 1     | 0        | 0     | 1     | 0     | 0     | 0     | 8     | 2        | .100  | .097     | .133     | .230  |
| 2018     | DeNA     | 107   | 459   | 416   | 74    | 129   | 16       | 0        | 41       | 268   | 95    | 0     | 1        | 0     | 5     | 29    | 2     | 9     | 100   | 5        | .310  | .364     | .644     | 1.008 |
| 2019     | DeNA     | 141   | 584   | 516   | 82    | 139   | 18       | 0        | 43       | 286   | 108   | 0     | 0        | 0     | 4     | 59    | 4     | 5     | 98    | 14       | .269  | .348     | .554     | .902  |
| 2020     | DeNA     | 114   | 480   | 428   | 59    | 108   | 18       | 0        | 25       | 201   | 78    | 0     | 0        | 0     | 5     | 44    | 0     | 3     | 103   | 12       | .252  | .323     | .470     | .793  |
| 2021     | DeNA     | 123   | 451   | 410   | 42    | 96    | 18       | 1        | 21       | 179   | 62    | 0     | 1        | 0     | 1     | 35    | 4     | 5     | 116   | 12       | .234  | .302     | .437     | .738  |
| 2022     | DeNA     | 117   | 412   | 368   | 35    | 98    | 25       | 0        | 17       | 174   | 49    | 0     | 0        | 0     | 1     | 38    | 2     | 5     | 103   | 11       | .266  | .342     | .473     | .815  |
| 2023     | DeNA     | 109   | 399   | 354   | 31    | 83    | 22       | 0        | 14       | 147   | 50    | 0     | 2        | 0     | 2     | 39    | 2     | 4     | 99    | 11       | .234  | .316     | .415     | .731  |
| 2024     | ロッテ   | 132   | 542   | 491   | 43    | 132   | 22       | 2        | 21       | 221   | 88    | 0     | 0        | 0     | 4     | 42    | 2     | 5     | 136   | 19       | .269  | .330     | .450     | .780  |
| MLB：2年 | MLB：2年 | 34    | 44    | 42    | 1     | 3     | 1        | 0        | 0        | 4     | 1     | 1     | 0        | 0     | 1     | 0     | 0     | 1     | 14    | 3        | .071  | .091     | .095     | .186  |
| NPB：7年 | NPB：7年 | 843   | 3327  | 2983  | 366   | 785   | 139      | 3        | 182      | 1476  | 530   | 0     | 4        | 0     | 22    | 286   | 16    | 36    | 755   | 84       | .263  | .333     | .495     | .828  |

- 2024年度シーズン終了時
- 各年度の太字はリーグ最高

### WBCでの打撃成績
| 年 度 | 代 表        | 試 合 | 打 席 | 打 数 | 得 点 | 安 打 | 二 塁 打 | 三 塁 打 | 本 塁 打 | 塁 打 | 打 点 | 盗 塁 | 盗 塁 死 | 犠 飛 | 四 球 | 敬 遠 | 死 球 | 三 振 | 併 殺 打 | 打 率 | 出 塁 率 | 長 打 率 |
| ----- | ------------ | ----- | ----- | ----- | ----- | ----- | -------- | -------- | -------- | ----- | ----- | ----- | -------- | ----- | ----- | ----- | ----- | ----- | -------- | ----- | -------- | -------- |
| 2023  | プエルトリコ | 4     | 11    | 11    | 1     | 1     | 0        | 0        | 0        | 1     | 0     | 0     | 0        | 0     | 0     | 0     | 0     | 3     | 0        | .091  | .091     | .091     |

### 年度別守備成績
| 年 度 | 球 団  | 一塁（1B） | 一塁（1B） | 一塁（1B） | 一塁（1B） | 一塁（1B） | 一塁（1B） | 二塁（2B） | 二塁（2B） | 二塁（2B） | 二塁（2B） | 二塁（2B） | 二塁（2B） | 三塁（3B） | 三塁（3B） | 三塁（3B） | 三塁（3B） | 三塁（3B） | 三塁（3B） | 外野  | 外野  | 外野  | 外野  | 外野  | 外野     |
| 年 度 | 球 団  | 試 合      | 刺 殺      | 補 殺      | 失 策      | 併 殺      | 守 備 率   | 試 合      | 刺 殺      | 補 殺      | 失 策      | 併 殺      | 守 備 率   | 試 合      | 刺 殺      | 補 殺      | 失 策      | 併 殺      | 守 備 率   | 試 合 | 刺 殺 | 補 殺 | 失 策 | 併 殺 | 守 備 率 |
| ----- | ------ | ---------- | ---------- | ---------- | ---------- | ---------- | ---------- | ---------- | ---------- | ---------- | ---------- | ---------- | ---------- | ---------- | ---------- | ---------- | ---------- | ---------- | ---------- | ----- | ----- | ----- | ----- | ----- | -------- |
| 2013  | CIN    | 5          | 14         | 0          | 0          | 2          | 1.000      | -          | -          | -          | -          | -          | -          | -          | -          | -          | -          | -          | -          | -     | -     | -     | -     | -     | -        |
| 2014  | CIN    | 7          | 20         | 1          | 0          | 0          | 1.000      | -          | -          | -          | -          | -          | -          | 2          | 1          | 1          | 0          | 0          | 1.000      | -     | -     | -     | -     | -     | -        |
| 2018  | DeNA   | 33         | 163        | 15         | 2          | 14         | .989       | 25         | 41         | 53         | 5          | 11         | .949       | -          | -          | -          | -          | -          | -          | 76    | 101   | 2     | 1     | 0     | .990     |
| 2019  | DeNA   | -          | -          | -          | -          | -          | -          | 55         | 89         | 128        | 4          | 30         | .982       | -          | -          | -          | -          | -          | -          | 98    | 96    | 4     | 2     | 0     | .980     |
| 2020  | DeNA   | 66         | 382        | 26         | 1          | 32         | .998       | 58         | 91         | 141        | 4          | 29         | .983       | -          | -          | -          | -          | -          | -          | 20    | 23    | 0     | 0     | 0     | 1.000    |
| 2021  | DeNA   | 114        | 833        | 65         | 4          | 85         | .996       | -          | -          | -          | -          | -          | -          | -          | -          | -          | -          | -          | -          | -     | -     | -     | -     | -     | -        |
| 2022  | DeNA   | 103        | 717        | 81         | 4          | 47         | .995       | -          | -          | -          | -          | -          | -          | -          | -          | -          | -          | -          | -          | -     | -     | -     | -     | -     | -        |
| 2023  | DeNA   | 103        | 737        | 72         | 3          | 66         | .996       | -          | -          | -          | -          | -          | -          | -          | -          | -          | -          | -          | -          | -     | -     | -     | -     | -     | -        |
| 2024  | ロッテ | 90         | 688        | 61         | 3          | 53         | .996       | -          | -          | -          | -          | -          | -          | -          | -          | -          | -          | -          | -          | -     | -     | -     | -     | -     | -        |
| MLB   | MLB    | 12         | 34         | 1          | 0          | 2          | 1.000      | -          | -          | -          | -          | -          | -          | 2          | 1          | 1          | 0          | 0          | 1.000      | -     | -     | -     | -     | -     | -        |
| NPB   | NPB    | 509        | 3520       | 320        | 17         | 297        | .996       | 138        | 221        | 322        | 13         | 70         | .977       | -          | -          | -          | -          | -          | -          | 194   | 220   | 6     | 3     | 0     | .987     |

- 2024年度シーズン終了時
- 各年度の太字はリーグ最高

### タイトル
NPB
- 本塁打王：2回（2018年、2019年）
- 打点王：1回（2019年）

### 表彰
NPB
- ベストナイン：2回（外野手部門：2018年、2019年）
- 月間MVP：1回（打者部門：2018年9・10月）
- 月間サヨナラ賞：1回（2019年9月）

### 記録

#### NPB
初記録
- 初出場・初先発出場：2018年5月6日、対読売ジャイアンツ8回戦（横浜スタジアム）、「2番・右翼手」で先発出場
- 初打席・初安打・初打点：同上、1回裏に野上亮磨から左越適時二塁打
- 初本塁打：同上、3回裏に野上亮磨から中越本塁打

節目の記録
- 100本塁打：2020年9月19日、対読売ジャイアンツ14回戦（横浜スタジアム）、3回裏に今村信貴から左越ソロ ※史上297人目・球団最速記録（321試合目）[30]
- 150本塁打：2023年5月17日、対広島東洋カープ8回戦（横浜スタジアム）、8回裏に九里亜蓮から左中間越ソロ ※史上180人目[63]

### 背番号
- 50（2013年 - 2014年）
- 99（2018年 - ）

### 代表歴
- 2023 ワールド・ベースボール・クラシック・プエルトリコ代表